# Ovizsaru 2.
Az Ovizsaru 2. (eredeti cím: Kindergarten Cop 2)  2016-ban bemutatott amerikai filmvígjáték, amelyet Don Michael Paul rendezett. A főbb szerepekben Dolph Lundgren, Fiona Vroom, Aleks Paunovic, Andre Tricoteux, Bill Bellamy és Sarah Strange látható.
Az Amerikai Egyesült Államokban 2016. május 17-én adta ki DVD-n a Universal Pictures Home Entertainment.

## Cselekmény
Zack Reed FBI-ügynök és társa, Sanders ügynök évek óta próbálnak elkapni egy Zogu nevű gengszterfőnököt. Egy évvel a letartóztatása után, óvadék ellenében Zogu már szabadlábon van. A tárgyalásra hamarosan sor kerül. A vád tanúja azonban az FBI tanúvédelmi programjában áll, amelyet nemrég feltörtek. A bizalmas adatok pendrive-on vannak, ezt a tárgyalófél a testvérénél, egy elit tanintézmény óvónőjénél rejtette el. Amikor az óvónő autóbalesetben meghal, Zacknek és társának csak egy választása marad: Zack tanárnak álcázva magát bemegy az iskola óvodájába, és megpróbálja megtalálni az adathordozót.
Az egyszerű küldetés azonban rendkívül nehéznek bizonyul Zack számára, aki tapasztalatlan az oktatásban, és idegen tőle az intézmény haladó gondolkodású, liberális szelleme is. Egy mogyoróvajas szendvics tömegpánikot vált ki, és amikor bemutatkozásként csokoládét ad a gyerekeknek, elveszíti az irányítást a csoportja felett. Egyedül kolléganője, Olivia segít rajta. Amikor Sanders végre eligazítja Reedet, egyre jobban kijön a gyerekekkel. Bár a pendrive továbbra is rejtve marad előtte, romantikus kapcsolatba kerül Oliviával.
Amikor a helyzet már épp javulni látszik, az FBI csapatát Zogu zavarja meg, akinek szintén sikerült kiderítenie a pendrive hollétét. Zack kiürítteti az iskolát, és elindulnak az adathordozó keresésére. Zack  végre megoldja a rejtélyt, és rájön, hogy a pendrive éppen abban az időkapszulában van, amelyet védencei a szoborkertben akarnak elásni. Zogu megjelenik, és túszul ejti Zacket, Sanderst és Oliviát. A szobrok kertjében zajló leszámolás során és a gyerekek aktív támogatásával Zack Reednek sikerül elfognia Zogut és visszaszereznie a pendrive-ot.

## Szereplők
| Szerep                  | Színész            | Magyar hang (1. szinkron, 2016) |
| ----------------------- | ------------------ | ------------------------------- |
| Reed ügynök             | Dolph Lundgren     | Jakab Csaba                     |
| Michelle                | Fiona Vroom        |                                 |
| Zogu                    | Aleks Paunovic     | Schneider Zoltán                |
| Valmir                  | Andre Tricoteux    |                                 |
| Sanders ügynök          | Bill Bellamy       | Maday Gábor                     |
| Miss Sinclaire          | Sarah Strange      | Madarász Éva                    |
| Olivia                  | Darla Taylor       | Sipos Eszter Anna               |
| Cowboy                  | Raphael Alejandro  | Pál Dániel Máté                 |
| Jett anyja              | Enid-Raye Adams    |                                 |
| Dögös anyuka            | Jody Thompson      |                                 |
| Katja                   | Rebecca Olson      | Nemes Takách Kata               |
| Jett                    | Dean Petriw        | Berecz Kristóf Uwe              |
| Dögös anyuka            | Jenny Sandersson   |                                 |
| Felicity                | Carolyn Adair      |                                 |
| Bernie                  | Nicholas Carella   |                                 |
| Hal                     | Michael P. Northey | Elek Ferenc                     |
| SWAT parancsnok         | James Ralph        |                                 |
| Molly                   | Abbie Magnuson     | Pál Zsófia                      |
| Hannah                  | Tyreah Herbert     | Gyarmati Laura                  |
| Mr. Edwards, Molly apja | Blake Stadel       | Szatmári Attila                 |
| Simon                   | Oscar Hartley      | Gyarmati Zsolt                  |
| Patience                | Valencia Budjanto  | Szűcs Anna Viola                |
| Tripp                   | William Budjanto   | Gergely Attila                  |